# المانا

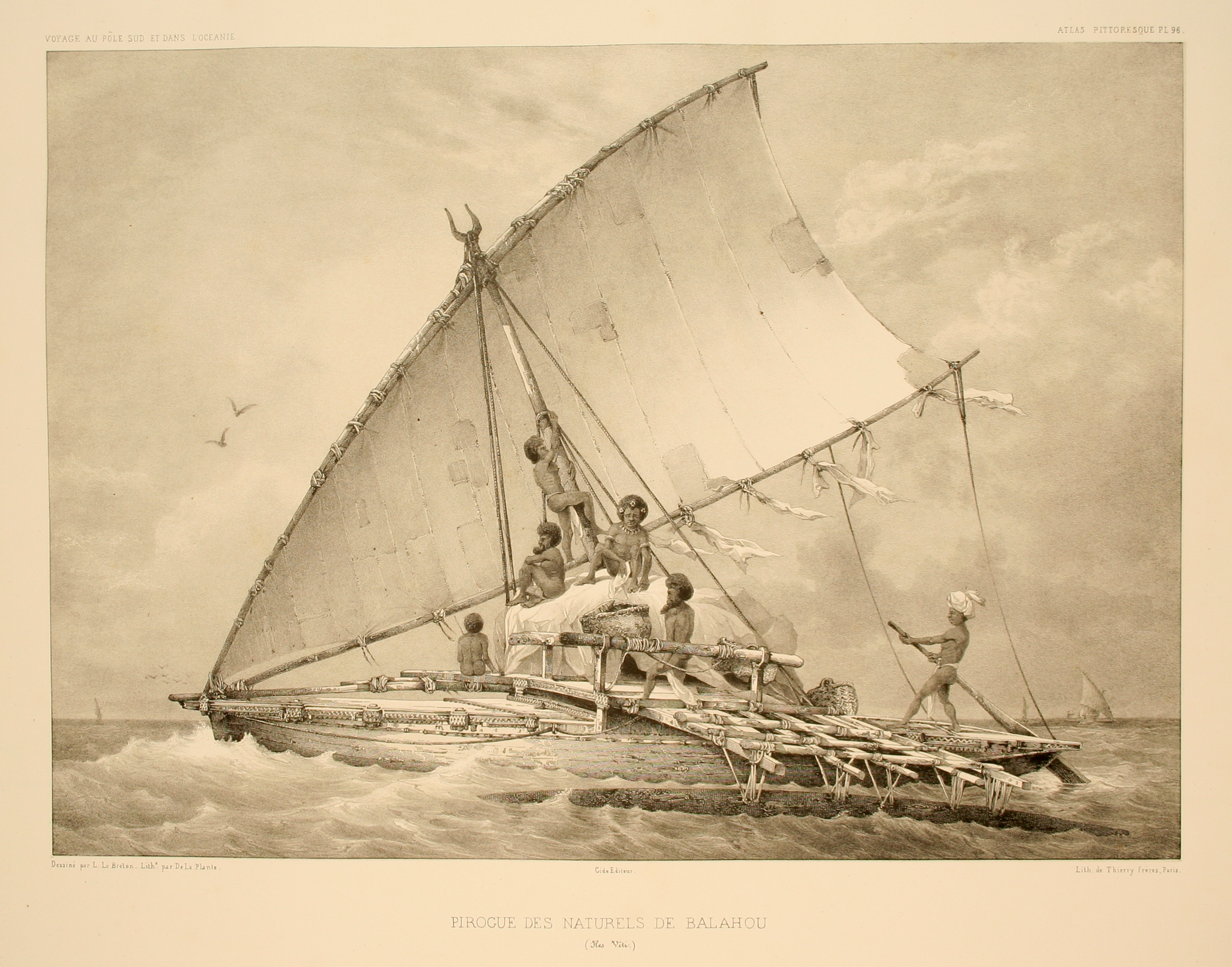

المانا هي الطاقة الروحانية في الحياة أو قوة الشفاء التي تتخلل الكون في ثقافة والبولينيزيين.أي شخص أو شيء يمكن أن يكون مانا. وفي أوقات ما تكون المانا داخل جسم الإنسان أو في أحجار كرستالية وقد تكون إما قوية أو ضعيفة حسب بنية الشخص وفي أوقات أخرى يمكن للأعشاب أن تكون مصدرا للطاقة أيضا. وقت كانت موجودة تقريبا من العصر الفيكتوري وفي القرن التاسع عشر قارن العلماء بينها وبين مفاهيم متشابهة مثل كاسترانرا لهنود ايروكوا وتوصلوا إلى أن مانا هي ظاهرة عالمية والتي تفسر أصل الديانات المختلفة

## أصل الكلمة
ويُعتقد أن كلمة "mana" التي أُعيد بناؤها في "Proto-Oceanic" قد أشارت إليها إلى قوى الطبيعة القوية مثل الرعد والرياح العاصفة بدلا من القوى الخارقة للطبيعة ثم انفصل هذا المعنى مع انتشار الشعوب الناطقة باللغة الأوقيانوسية شرقا وبدأت الكلمة تشير إلى قوى خارقة غير مرئية.

## بالثقافة البولينيزية
إن مانا أساس نظرة بولينيزية للعالم، نوعية روحية ذات أصل خارق وقوى مقدسة غير شخصية. وجود المانا يعني وجود التأثير والسلطة والفعالية - القدرة على الأداء في موقف معين فنوعية المانا لا تقتصر على الأفراد، بل قد تكون الشعوب والحكومات والأماكن والأشياء التي لا تحمل الحياة هي الأخرى تمتلك مانا ويمنح من يملكها الاحترام

### الثقافة الهاوايية والتاهيتية
في الثقافة الهاوايية والتاهيتية، حيث طاقة روحية وقوة شفاء يمكن أن توجد في الأماكن والأجسام والأشخاص  ويعتقد سكان هاواي أن المانا قد تكتسبها أو تضيعها من حيث الافعال ويعتقد سكان هاواي والتاهيتيان أن مانا خارجية وداخلية على حد سواء.  ويعتقد أن مواقع في جزر هاواي وفي بولينيزيا الفرنسية تمتلك مانا   على سبيل المثال، الحافة العليا لبركان "هالياكالالبركان" على جزيرة "ماوي  وماراس تابوتابوتاتيا على جزيرة راياتيا في جزر المجتمع.    سكان هاواي القديمون يعتقدون أن جزيرة ميلوكاي تمتلك مانا، مقارنة بجزرها المجاورة  فقبل توحيد هاواي من قبل الملك كاميهاميها الأول، كانت المعارك تدور من أجل امتلاك الجزيرة وبرك الأسماك الواقعة جنوب الشاطئ والتي كانت موجودة حتى أواخر القرن التاسع عشر. قد يكتسب الشخص المانا من بونو (الافعال الصحيحة). وفي هاواي القديمة، كان هناك مساران إلى حيث كانت: الوسائل الجنسية أو العنف الطبيعة ثنائية، وكل شيء له نظير. وقد شكل توازن بين الآلهة كوكو ولونو،  الذين يشكلان مسارين إلى مانا.   كان كو، إله الحرب والسياسة، يعرض على العنف، هكذا كسبت كاميهامحا المانا. لونو، إله السلام والخصوبة، يعرض من خلال الحياة الجنسية

### ثقافة الماوري (نيوزيلندا)
حتى يمتلك  أي أحد في قبيلة الماوري  المانا  يجب أن يكون قد أثبت سلطته على إقليم ما.في ثقافة الماورية، هناك جانبان أساسيان من الإنسان  مانا تشابتا، السلطة المستمدة من واكابا (علم الأنساب) ومانا هواانغا، التي تعرف بأنها "سلطة مستمدة من وجود ثروة من الموارد لتقديمها إلى آخرين لربطها بالتزامات متبادلة. هموبيركي سيمون، من نغمتي تووواريتا، يؤكد أن هناك العديد من أشكال مانا في ثقافة الماوري.                                                         وتعبركلمة المانا عند السكان الاصليين عن رؤية غير غربية للواقع، مما يعقد الترجمة. وهذا ما يؤكده تعريف "الماوري مارسدن" الذي يقول:   مانا هي  القوة والسلطة الروحانية مقابل القوة النفسية والطبيعية المحضة -               وحسب ما ذكرته البروفيسور مارغريت موتو، فإن المعنى التقليدي للمانا هو: السلطة، السلطة، الملكية، الوضع، النفوذ، الكرامة، الاحترام المستمد من الله في مجال القيادة، قال كاروين جونز، الباحث القانوني في قسم العلوم القانونية
إن مانا هو المفهوم الأساسي الذي يقوم عليه دور الماوري  في القيادة والمساءلة كما يعتبر أن ذلك هو الجانب الأساسي من التقاليد الدستورية لمجتمع الماوري. وفقا لما ذكرته وزارة العدل النيوزيلندية:-   مانا وتابو هما مفهومان تم عزلهما تعريفات أحادية الصياغة من قبل الكتاب المعاصرين  كمفاهيم، لا سيما مفاهيم الماوري، لا يمكن ترجمتها بسهولة إلى تعريف إنجليزي واحد  تأخذ كل منها مجموعة كاملة من المعاني ذات الصلة تعتمد على ارتباطها والسياق في التي يتم استخدامها

### استخدامها العام
في نيوزيلندا المعاصرة الإنجليزية، تشير كلمة "mana" إلى شخص أو منظمة من الناس ذات المكانة العظيمة والشخصية المرموقة وقد زاد استخدام مصطلح «المجتمع النيوزيلندي» نتيجة لتسييس قضايا الماوري الناجمة عن عصر النهضة الماوري.

## الدراسات الاكاديمية
قد سافر المبشر روبرت هنري كودرينغتون إلى منطقة ميلينيسيا على نطاق واسع، فنشر العديد من الدراسات عن لغته وثقافته  في عام 1891 كتاب الميلانيزيين: الدراسات في علم الإنسان والفلكلور الشعبي يحتوي على أول وصف تفصيلي للمانا.  ويعرّف كودرينغتون هذا القانون بأنه "قوة متميزة تماماً عن القوة البدنية، التي تعمل بكل الطرق من أجل الخير والشر، والتي هي من أعظم المزايا التي يمكن أن تمتلكها أو تسيطر عليها   لقد كان عصره قد حدد النزعة المتحركة بالفعل، وهو المفهوم الذي تستمد منه الطاقة (أو الحياة) في جسم ما من عنصر روحي. جورج إرنست ستاهل في القرن الثامن عشر اعتمد من قبل إدوارد بورنيت تيلور، مؤسس الأنثروبولوجيا الثقافية،  الذي قدم أفكاره الأولية عن تاريخ الدين في عام 1865 بابحاث في التاريخ المبكر للبشرية  وطوّرها في المجلدين الأول (1871) والأثنان (1874) من الثقافة البدائية.

### تطور تالور الثقافي
في الأنثروبولوجيا الثقافية في تيلور، لم يظهر أن للبريات والحيوانات الرئيسيات الأخرى ثقافة ولم يحاول تيلور العثور على دليل على وجود دولة انسانية غير ثقافية لأنه اعتبرها غير قابلة للوجود كما وصف حالة غير بعيدة عن حالة  الحيوانات المنخفضة «و» الحياة الوحشية كما في بعض أنواع  تمثل حالة معروفة في وقت مبكر ووصف هذه الحالة الافتراضية بأنها «وحشية الإنسان عارية في العقل والجسد، ومنعدمة من القوانين، أو الفنون، أو الأفكار، وتكاد تكون لغوية وطبقاً لتيلور فإن المضاربة على حالة من اللاحضرية هو أمر مستحيل. باستخدام طريقة المقارنة الثقافية، مثل التشريح المقارن والطريقة النسبية لسانيات التاريخ، وبعد جون لوبوك      فقد وضع تصنيفاً مزدوجاً للخصائص الثقافية: الوحشية والحضارية. وكتب تيلور» من وجهة نظر مثالية، يمكن النظر إلى الحضارة باعتبارها التحسن العام للبشرية من خلال التنظيم الأعلى للفرد والمجتمع وحدد نموذجه بـ «نظرية تقدم الحضارة»

### تطور الدين
ذكر تيلور «تعريفا أدنى» للدين بأنه «المعتقد في الكائنات الروحية».   وإذ تلاحظ أنه لا توجد مجتمعات وحشية تفتقر إلى الدين وأن إن الحالة الأولية لرجل دين ما بعيدة المنال   فقد عدَّد مرحلتين في تطور الدين: الإيمان البسيط بالرسوم المتحركة الفردية (أو عقيدة النفوس) ووضع العقائد.إن العقائد عبارة عن أنظمة من أعلى الروح المعنوية التي تسيطر على مراحل من الطبيعة. في المجلد الثاني من الثقافة البدائية، دعا تيلور هذه المرحلة عقيدة الغرائز وقد استخدم كلمة "Animism  " في اثنين من الحواس المختلفة.  الأول هو الدين نفسه: الإيمان بالروحانية كطاقة فعالة، يشترك فيها كل دين بعينه في نظرية التقدم، سبقت نسخة غير موغوجية الأنظمة العقائدية المنطقية. إن الروح هي النظرية البسيطة للروح، والتي يحاول الدين المقارن إعادة بنائها. في نظرية التقدم، وهي نسخة غير متشددة سبقت الأنظمة العقائدية المنطقية. وإن Animism  هي النظرية البسيطة للروح، والتي يحاول الدين المقارن إعادة بنائها.
عمل تيلور قبل كودرينغتون، وكان غير مألوف مع الأخير.   وقد أدى مفهوم مانا ذلك إلى تنقيح رأي تيلور تطور الدين. أول أنثروبولوجيا تقوم بصياغة مراجعة (والتي أطلق عليها اسم "دين ما قبل الروح الوثنية") هو روبرت رانولف ماريت، في سلسلة من الأوراق التي تم جمعها ونشرها على أنها عتبة الدين.  في مقدمته، ينسب إليه الفضل في صفة "ما قبل الروح الوثنية"، ولكنه لا ينسب إليه اسم "ما قبل الروح الوثنية"، على الرغم من أنه لا يعزو ذلك.      وطبقاً لماريت فإن "الحركة لن تكون كافية كتعريف أدنى للدين". وقد استخدم تيلور مصطلح "الدين الطبيعي"  بما يتفق مع مفهوم جورج إرنست ستاهل للطاقة الروحية الطبيعية. على سبيل المثال، روح الحيوان هو مبدئها الحيوي. وكتب ماريت "يجب أن يحفر المرء أعمق" لإيجاد "جذور الدين

### ما قبل ظهورال animism
استشهد ماريت بمانا الميلانيزي (الذي كان يعمل في المقام الأول مع عمل كودرينغتون): "عندما يستخدم علم الدين المقارن تعبيراً أصليًا مثل مانا  وهو ملزم بتجاهل معانيها الأصلية أو المحلية إلى حد ما... ثم قد يتبنى مانا باعتبارها فئة عامة في ميلانيزيا، تكون animae هي أرواح الرجال الأحياء وأشباح الرجال المتوفين، والمشروبات الروحية "ذات المظهر الأشبه بالأشباح" أو تقليد الناس الذين يعيشون. يمكن أن تسكن الارواح أشياء أخرى، مثل الحيوانات أو الأحجار.
أهم خصائص  مانا أنها متميزة عن مصدرها، وهي موجودة بشكل مستقل. لا تعمل ال animae  مانا إلا من خلال . فهو غير شخصي، وغير مميز، و (مثل الطاقة) يمكن نقله بين الأشياء، التي يمكن أن يكون لها أكثر أو أقل منها. إن مانا حدث ملموس حيث يظهر «قوة الفظاعة» (بمعنى الرهبة أو العجب). الأشياء التي يمتلكها تبهر أحد المراقبين «باحترام، تبجيل، إسترضائي، خدمة» نابعة من قوة المانا. يذكر ماريت عددا من الأشياء التي كانت يمتلكها عادة: «مظاهر مذهلة للطبيعة»، «الأحجار الغريبة»، الحيوانات، «البقايا البشرية»، الدم العواصف الرعدية، الكسوف، والثورانات، والأنهار الجليدية، وصوت الثيران. وإذا كانت مانا قوة متميزة، فقد تعامل معها بوضوح. ويميز ماريت بين فترات، التي تعامل معها بشكل شبه موضوعي، ربما تكون ال anima قد تلاشت وتركت المانا كشكل من اشكال التهجئة والتي يمكن معالجتها بالسحر وعلى الرغم من أن ماريت يفترض مرحلة سابقة من مراحل ما قبل الانيما، إلا أن مرحلة «الدين البدائي» أو «الدين السام» كانت مرحلة سجلت فيها المانا دون ذكر الانيما.   مثل تيلور، فإنه يرى سلسلة من القواسم المشتركة بين مرحلة ما قبل الانيما ومرحلة الانيما

### النقد
في عام 1936، انتقد إيان هوجبين عالمية ما قبل أنيمة مايت: «مانا ليس عالمياً بأي حال من الأحوال، وبالتالي، أن يعتمد على الأساس الذي يمكن أن نبني عليه النظرية العامة للدين البدائي ليست خاطئة فحسب بل هي في الواقع مغالطة». ومع ذلك، كانت شركة ماريت تنوي اعتبار المفهوم تجريداً. فأجراس على سبيل المثال قد توجد «من وسط أستراليا إلى اسكتلندا  كما رأى علماء أوائل القرن العشرين أن هذا المفهوم هو مفهوم عالمي، موجود في جميع الثقافات البشرية، ويعرب عن الوعي البشري الأساسي لطاقة الحياة المقدسة. في مقاله الذي نشر عام 1904،» مخطط للنظرية العامة للسحر«، رسمت مارسيل مويس على كتابات كودرينغتون وآخرين لرسم صورة لمانا القوة بامتياز، الفعالية الحقيقية للأشياء التي تدعم أفعالها العملية دون إبادتها» وأشار معوس إلى تشابه مانا مع أروكويوا وارندا، ومع مانيتو ألجونكويان، اقتناعا «بعالمية المؤسسة.  ذات يوم كان هناك مفهوم، يشتمل على فكرة القوة السحرية، وقد وجد في كل مكان وقد تعرض معوس والمتعاون معه، هنري هوبرت، للانتقاد بسبب هذا الموقف عندما نشر مخططهما العام للنظرية السحرية في عام 1904.وكتب مارسيل فورنييه كاتب السيرة الذاتية في مويس» لم يشكك أحد في وجود فكرة مانا"، "لكن هوبرت وموس انتقدا لإعطائه بعدا عالميا
فقد تزايدت الانتقادات الموجهة إلى مانا باعتباره النموذج الأصلي لطاقة الحياة. وطبقاً لميرسيا إليادي فإن فكرة مانا ليست عالمية؛ ففي أماكن حيث يعتقد الناس بانه لا يتمتع بها الجميع "وحتى بين الصيغ المختلفة هناك اختلافات واضحة، إن لم تكن هناك اختلافات واضحة، فمن المؤكد أن الفوارق الدقيقة لم تُلاحظ بالقدر الكافي في الدراسات المبكرة. وفيما يتعلق بهذه النظريات التي تقوم على الطابع الأساسي والعالمي للمانا، يجب أن نقول دون تأخير إن البحوث اللاحقة قد أبطلت هذه النظريات